# Paul Conroy (journaliste)
Paul Conroy est un photographe et réalisateur britannique indépendant né le 4 juin 1964 à Liverpool au Royaume-Uni. 
Il a principalement travaillé comme correspondant dans les zones de guerre, produisant des images de conflits dans les Balkans, au Moyen-Orient, en Syrie et en Libye, pour différents médias britanniques. 
En février 2012, il est blessé à Homs, en Syrie, dans l'attentat perpétré par le régime syrien qui coûte la vie à la correspondante de guerre Marie Colvin et au photojournaliste Rémi Ochlik.

## Biographie
Paul Conroy est né le 4 juin 1964 à Liverpool de Les Conroy et de sa femme Joan, née Mountain. Il a deux frères et une sœur. Paul Conroy épouse Katherine Joye "Kate" Baird à Fort William, Highland, en Écosse, en 1998. Ils ont trois fils : Max, né en 1992, Kim, né en 1994 et Otto, né en 2001. 

## Carrière
En 2011, Paul Conroy et Marie Colvin sont sélectionnés pour « Mission impossible à Misrata » (Libye) dans la catégorie télévision, et reçoivent le troisième prix du prix Bayeux des correspondants de guerre. 

### Révolution puis guerre civile syrienne
Le 22 février 2012, lors du soulèvement syrien, Conroy est blessé alors qu'il couvrait les événements dans la ville syrienne de Homs dans un quartier tenu par des forces de l'opposition syrienne. Le bâtiment où Conroy et d'autres journalistes étaient basés est visé et bombardé par les forces gouvernementales syriennes. Marie Colvin et le photojournaliste français Rémi Ochlik sont tués dans l'attaque, tandis que Conroy est blessé, de même que la journaliste française Édith Bouvier du Figaro,.
Paul Conroy est blessé à la jambe lors de l'attaque, il est mis à l'abri et est ensuite emmené clandestinement hors de la ville puis à travers la frontière syrienne vers le Liban. Une vingtaine de militants syriens meurent au cours de l'opération d'évacuation, coordonnée par l'armée syrienne libre, et avec le soutien d'Avaaz,.
Le président français Nicolas Sarkozy qualifie les meurtres de Marie Colvin et Rémi Ochlik d'assassinats. Les journalistes ont été ciblés. Le rédacteur en chef du Sunday Times déclare qu'il pense que sa journaliste a été prise pour cible. Conroy décrit plus tard la situation à Homs comme un « massacre aveugle » et le compare aux destructions infligées à Grozny pendant les guerres de Tchétchénie.

## Publications
- (en) Under the Wire, Londres, Quercus, 2013 (ISBN 978-1782065272).

## Filmographie
2019 - Private War de Matthew Heineman